# Безпілотний літальний апарат

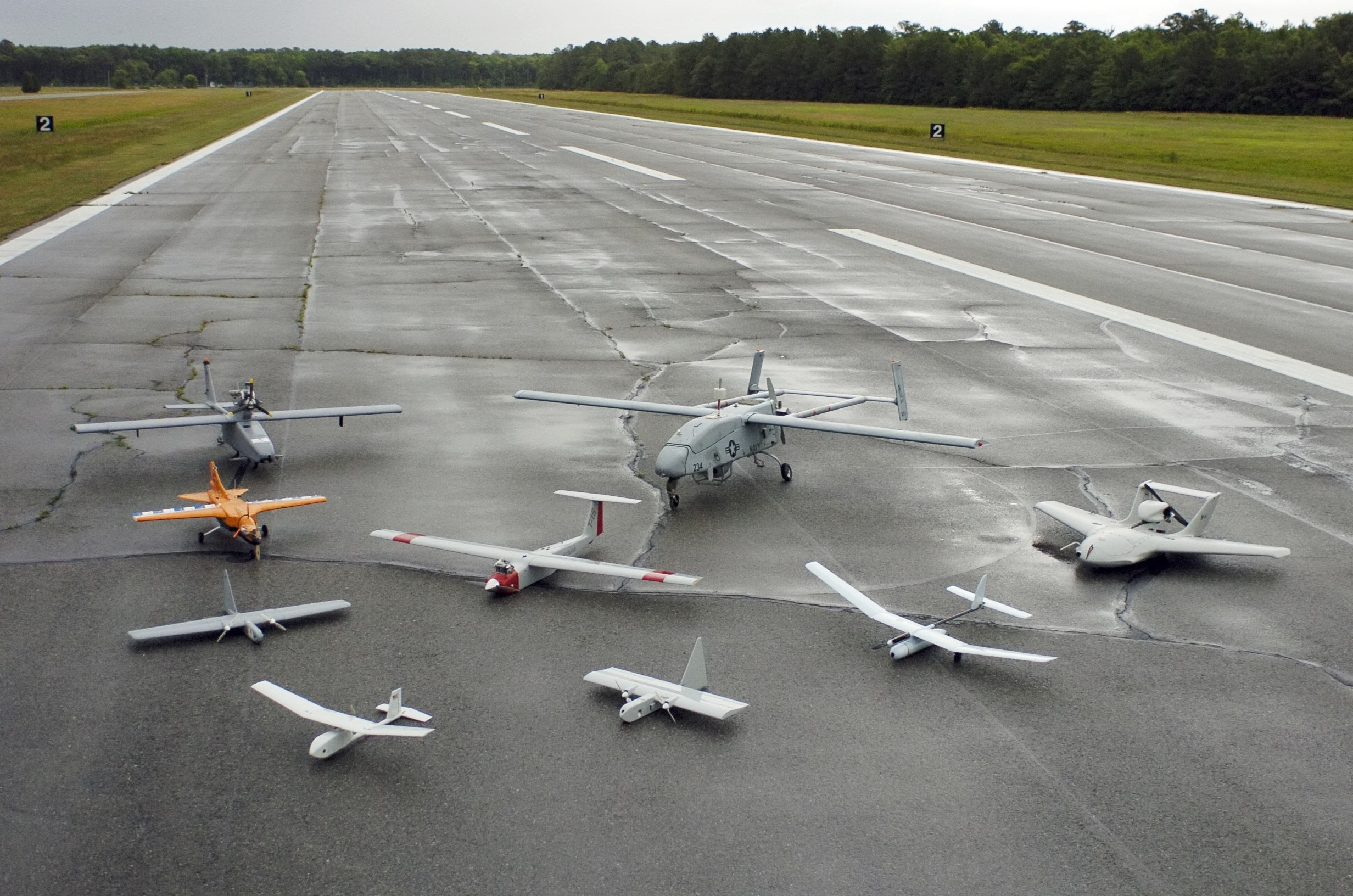

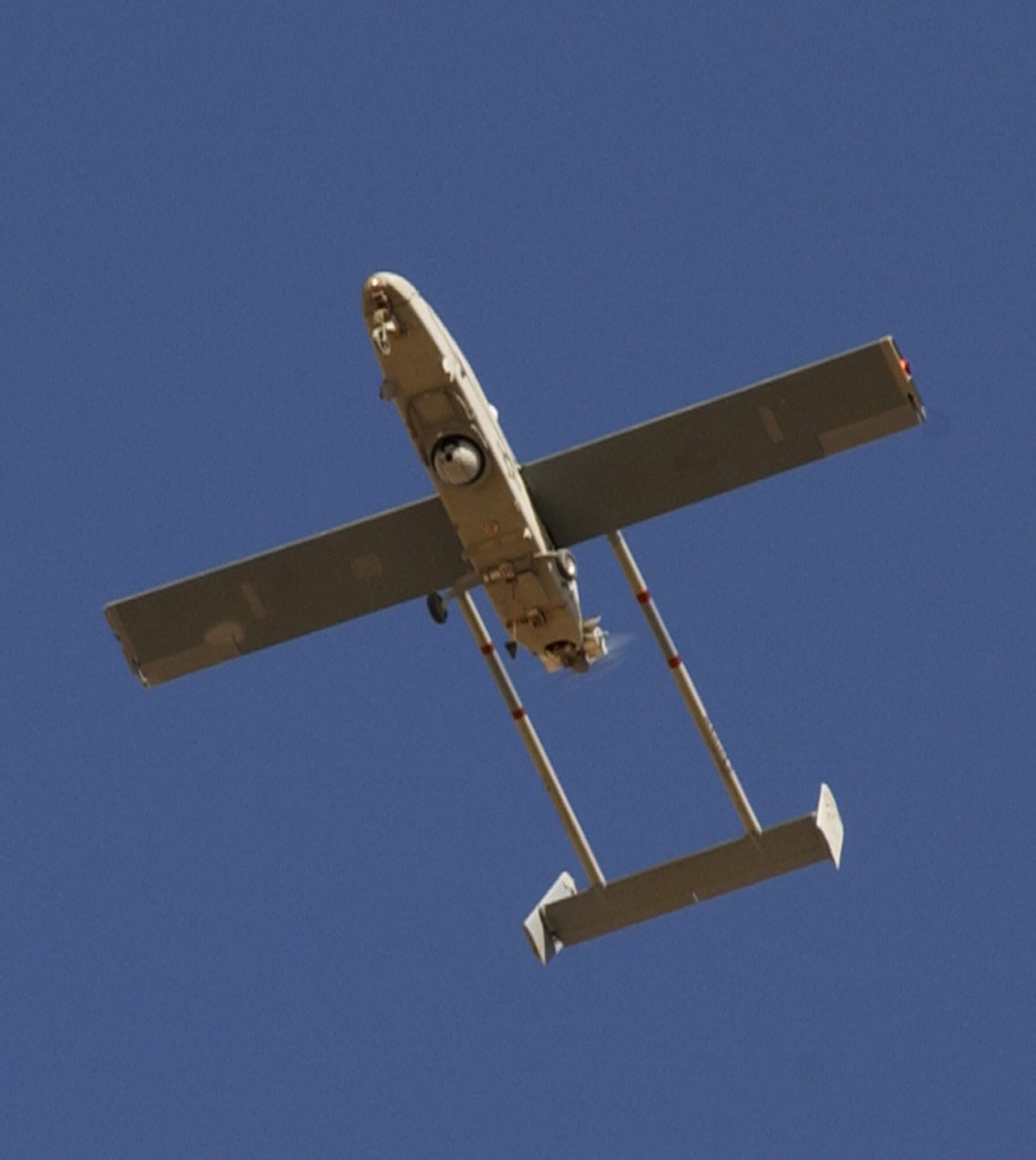
RQ-2 Pioneer тактичний розвідувальний БпЛА американо-ізраїльської розробки (2005)

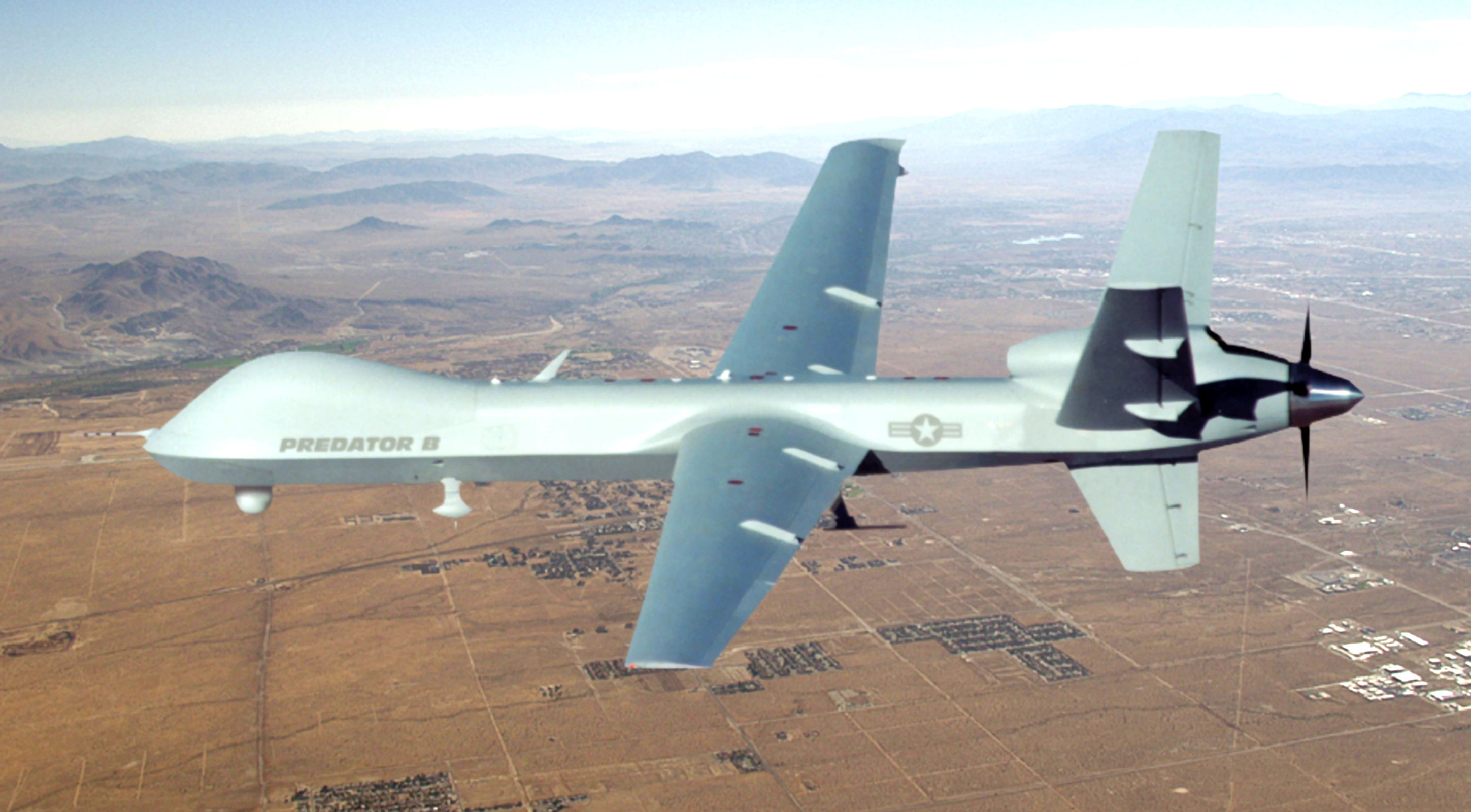
Бойовий БпЛА MQ-9 Reaper «мисливець-вбивця» в Афганістані, 2008 рік. Розмах крил 20 метрів, найбільша злітна вага 4760 кг, вартість за одиницю 16.9 млн дол. США.

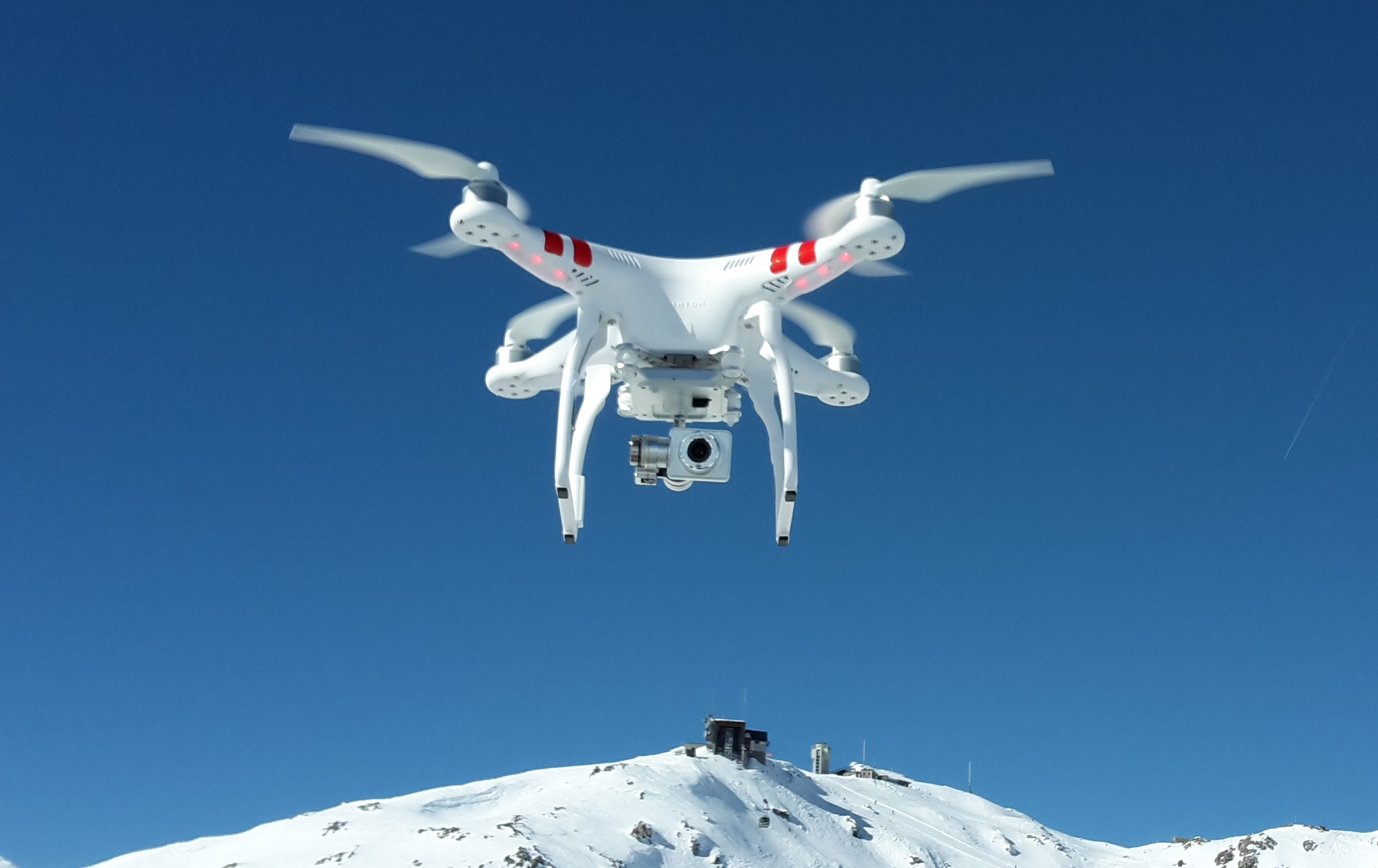
Квадрокоптер DJI Phantom 2 Vision, оснащений мініатюрною відеокамерою, встановленою на гіростабілізованій платформі

Безпіло́тний літа́льний апара́т (англ. unmanned aerial vehicle, скор. UAV; або англ. remotely piloted vehicle, нім. unbemanntes Luftfahrzeug, скор. RPV, скор. БпЛА або дрон) — літальний апарат, який може злітати, здійснювати політ і сідати без фізичної присутності пілота на його борту.
Політ БпЛА може здійснюватися під дистанційним керуванням людини-оператора, як віддалено пілотований літальний апарат (англ. RPA), або з різним ступенем автономності, як-от допомога автопілоту, аж до повністю самостійного, який не передбачає втручання людини.

## Термін «БпЛА»

### Визначення українського законодавства
Українське законодавство надає такі визначення безпілотного повітряного судна та безпілотного авіаційного комплексу.
Безпілотний літальний апарат (БпЛА) — повітряне судно, призначене для виконання польоту без пілота на борту, керування польотом якого і контроль за яким здійснюються відповідною програмою або за допомогою спеціальної станції керування, що знаходиться поза повітряним судном.
Безпілотне повітряне судно — повітряне судно, призначене для виконання польоту без пілота на борту, керування польотом якого і контроль за яким здійснюються за допомогою спеціальної станції керування, що розташована поза повітряним судном.
Докладніше цей термін роз'яснює Міністерство оборони України.
Безпілотне повітряне судно (безпілотний літальний апарат) — повітряне судно, керування польотом якого і контроль за яким здійснюються дистанційно за допомогою пункту дистанційного пілотування, що розташований поза повітряним судном, або повітряне судно, що здійснює політ автономно за відповідною програмою.
Безпілотний авіаційний комплекс (безпілотна авіаційна система) (далі — БпАК) — безпілотне повітряне судно, пов'язані з ним пункти дистанційного пілотування (станції наземного керування), необхідні лінії керування і контролю та інші елементи, вказані в затвердженому проєкті типу цього БпАК. БпАК може включати декілька БпЛА.

### Розвиток визначення БпЛА
За сучасним (2010-ті роки) визначенням, «безпілотником» є лише той апарат, який перебуває під постійним дистанційним контролем пілота або пілотів і призначений для повернення на аеродром і для подальшого повторного використання. Тобто крилата ракета до категорії «безпілотників» не належить (JDN 2/11 2011, p. 2-1) (англ.).
Раніше радіокеровані та повністю автоматизовані апарати об'єднували визначенням безпіло́тна авіа́ція — літаки, керування (пілотування) якими здійснюється без пілота, за допомогою приладів різних систем, які засобами радіо (радіолокації, телебачення) подають команди на автопілот. Елементи системи керування містяться поза літаком і можуть бути на землі, на воді і в повітрі, на місці старту, на маршруті польоту і в районі цілі. Для передавання на пункт управління даних, отриманих з бортових сенсорів, у складі БпЛА є радіопередавач, що забезпечує зв'язок з наземним обладнанням. Залежно від формату зображень та їхнього стискання, регламентованих, наприклад, в STANAG 4609, швидкість передавання цифрових радіоканалів зв'язку з БпЛА може становити одиниці-сотні Мбіт/с.
Перед передаванням з борту БпЛА отриманих зображень високої чіткості, їх сегментують.

## Класифікація

### Класифікація за керованістю

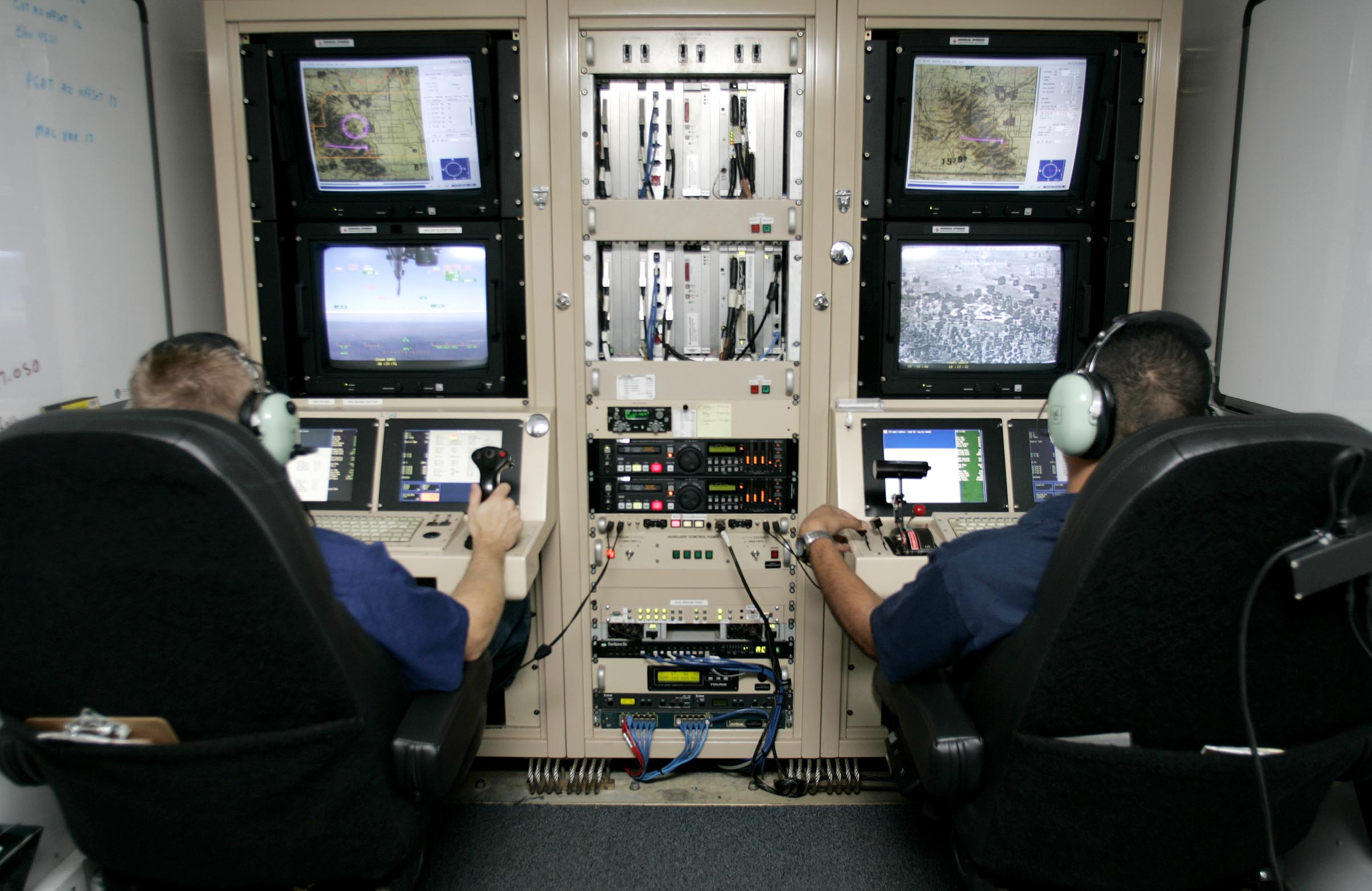
Наземний пункт керування безпілотним літальним апаратом. Екіпаж виконує бойовий (спостережний) політ над територією. Ліворуч — пілот, праворуч — оператор сенсорів

Залежно від способів керування, розрізняють такі різновиди безпілотних літальних систем:
- безпілотні некеровані;
- безпілотні автоматичні;
- безпілотні дистанційно-пілотовані літальні апарати (ДпЛА).

В авіації після 2000 року йде стрімке розширення саме останнього типу апаратів, й про них мова, коли вживають термін «безпілотник», «дрон» (англ. drone), або абревіатуру UAV. Тобто під терміном «безпілотник», «БпЛА», «UAV» мається на увазі саме повітряне судно, яким через канали зв'язку керує один або декілька пілотів. Екіпаж БпЛА може також включати командира, оператора сенсорів, оператора вогневих засобів. Екіпажі БпЛА під час довготермінових місій змінюються — як на загал, кожні 4 години.

### Класифікація військових БпЛА НАТО
Безпілотні (англ. unmanned — без людини на борту) літальні апарати, відповідно до стандартів НАТО, так само, як і літаки із пілотом на борту (англ. manned aircraft), керуючись значенням повної злітної маси розділено на 3 класи:
- I — повна злітна маса до 150 кг
- II — повна злітна маса до 600 кг
- III — повна злітна маса більше 600 кг. (JDN 2/11 2011, p. 2-5) (англ.)

Клас I поділяється на категорії:
- мікро — до 2 кг
- міні — до 15 кг
- малі — від 15 кг (JDN 2/11 2011, p. 2-7) (англ.)

| Клас                 | Категорія      | Рівень воєнних дій  | Висота застосування | Радіус дії  | Рівень застосування     | Приклад платформи   |
| -------------------- | -------------- | ------------------- | ------------------- | ----------- | ----------------------- | ------------------- |
| Клас III (> 600 кг)  | ударні         | стратегічний        | до 20 000 м         | необмежений | ТВД                     | Reaper              |
| Клас III (> 600 кг)  | HALE           | стратегічний        | до 20 000 м         | необмежений | ТВД                     | Global Hawk         |
| Клас III (> 600 кг)  | MALE           | оперативний         | до 14 000 м         | необмежений | Оперативна група        | Heron Bayraktar TB2 |
| Клас ІІ (150—600 кг) | тактичні       | тактичний           | до 5500 м           | до 200 км   | Бригада                 | Hermes 450          |
| Клас І (<150 кг)     | малі (>15 кг)  | тактичне формування | до 1500 м           | до 50 км    | Батальйон               | Scan Eagle PD-2     |
| Клас І (<150 кг)     | міні (<15 кг)  | тактичний підрозділ | до 900 м            | до 25 км    | рота, взвод, відділення | Skylark             |
| Клас І (<150 кг)     | мікро (<66 Дж) | тактичний підрозділ | до 60 м             | до 5 км     | взвод, відділення       | Black Widow         |

### Класифікація військових БпЛА вСША
Класифікацію безпілотних авіаційних систем (UAS), наведено в документі Департаменту оборони США (DOD-USRM-2013 2013, p. 6) (англ.). Згідно з цим документом вирізняють п'ять груп UAS:
- Група 1 (мікро-, міні тактичні) — від 0 до 9 кг, до 300 метрів над ґрунтом, основний представник — «RQ-11 Raven».
- Група 2 (малі тактичні) — від 9.5 до 25 кг; до 1000 метрів над ґрунтом, представник — «Scan Eagle»
- Група 3 (тактичні) — менш, ніж 600 кг, представник — «RQ-7 Shadow»
- Група 4 (персистентні) — більш, ніж 600 кг; представник — «MQ-1B Predator»
- Група 5 (пенетрувальні) — більш, ніж 600 кг; представник — «MQ-9 Reaper»

## Призначення

### Військові БпЛА
БпЛА повсюдно застосовуються у військовій справі, насамперед для ведення повітряної розвідки — як тактичної, так і стратегічної. Безпілотники підкласів «міні-» та «мікро-» дедалі ширше застосовуються під час бойових дій на рівні взводу та відділення для термінового отримання інформації на зразок «що за тим пагорбом», тобто для вирішення завдань військової розвідки. Далекосяжним напрямком їх застосування є вирішення завдань у складі рою. Також використовуються БпЛА для коригування вогневих ударів по наземних цілях, як ударні та дрони-камікадзе.

### Цивільні БпЛА
Невійськові дрони застосовуються для розв'язання широкого кола завдань, виконання яких пілотованими літальними апаратами з різних причин недоцільно. Такими завданнями є:
- моніторинг повітряного простору, земної й водної поверхонь (спостереження за станом інфраструктури протяжних об'єктів; патрулювання різних зон і об'єктів; спостереження за рухом на залізничних і шосейних шляхах; контроль судноплавства; спостереження за посівами; пошук корисних копалин за допомогою спецзасобів зондування; метеорологічні спостереження; моніторинг небезпечних природних явищ; оцінка результатів стихійних лих і ліквідації їх наслідків; спостереження за дикими тваринами в заповідниках)[11];
- екологічний контроль;
- керування повітряним рухом;
- реклама (використання БпЛА як носіїв реклами);
- контроль морського судноплавства;
- ретрансляція сигналів (передавання радіосигналів задля збільшення дальності дії каналів зв'язку; БпЛА як носій освітлювального обладнання, гучномовця; БпЛА як майданчик для вироблення або відбивання лазерного променя)[12][11];
- доставка вантажів (пошти, інструментів і матеріалів на будівництво; ремонтні роботи, дозаправлення/підзарядка на важкодоступних об'єктах і віддалених автономних приладах (метеостанції, маяки тощо); розпорошення хімікатів та внесення добрив на полях; підтримка продуктами, пальниками, запчастинами тощо альпіністів, туристів, експедицій; евакуаційні заходи);
- художня фотографія;
- керування поведінкою живих істот («пастух» для табунів коней, отар овець тощо; відлякування зграй птахів від аеродромів)[11].

## Історія

### До 1940 року
1899 року Нікола Тесла розробив і представив невеличке радіокероване судно.
У 1910 році, натхненний успіхами братів Райт, американський військовий інженер з Огайо Чарлз Кеттерінг запропонував використовувати літальні апарати без участі людини. На його думку керований годинниковим механізмом пристрій у заданій точці повинен був відкидати крила та падати, як бомба, на ворога. Отримавши фінансування армії США, він побудував і з перемінним успіхом випробував кілька пристроїв, які отримали назви «The Kattering Aerial Torpedo», «Kettering Bug», але в бойових діях вони так і не застосовувалися. У Німеччині розробляється проєкт радіокерованого безпілотного бомбардувальника «Fledermaus».
1933 року у Великій Британії розроблений перший БпЛА багаторазового застосування Queen Bee. Були використані три відновлених біплани Fairy Queen, віддалено керовані з судна по радіо. Два з них зазнали аварію, а третій здійснив успішний політ, зробивши Велику Британію першою країною, яка отримала користь від БпЛА. Ця радіокерована безпілотна мішень використовувалася королівським Військово-морським флотом з 1934 по 1943 роки. Армія і ВМФ США з 1940 року застосовували БПЛА «Radioplane OQ-2» як літак-мішень.
Протягом Другої світової війни німецькі вчені вели розробки декількох радіокерованих типів зброї, зокрема керовані бомби Henschel Hs 293 та Fritz X (англ. Fritz X), ракету Enzian (англ. Enzian) і радіокерований літак, наповнений вибуховою речовиною. Попри незавершеність проєктів, Fritz X і Hs 293 з успіхом використовувалися на Середземному морі проти броньованих військових кораблів. Масовою зброєю була перша «крилата ракета» Фау-1 з реактивним пульсовим двигуном, яка могла запускатися як із землі, так і з повітря. У нацистській Німеччині 1942 року було запущено виробництво ракет Фау-2, котрі мали систему керування, яка утримує ракету на заданій при старті траєкторії протягом усього польоту. Були розроблені і застосовувалися керовані авіабомби.
В СРСР в 1930-ті — 1940-ві рр. авіаконструктором Нікітіним розроблявся торпедоносець-планер спеціального призначення (ПСН-1 і ПСН-2) типу «літаюче крило» у двох варіантах: пілотований тренувально-пристрілювальний і безпілотний з повною автоматикою. До початку 1940 був представлений проєкт безпілотної літальної торпеди з дальністю польоту від 100 км і вище (зі швидкістю польоту 700 км/год). Однак цим розробкам не судилося втілитися у справжні конструкції. 1941 року були вдалі застосування важких бомбардувальників ТБ-3 як БпЛА для знищення мостів.
У США запустили у масове виробництво БпЛА-мішень Radioplane OQ-2 для тренування льотчиків і зенітників. 1944 року, був застосований вперше в світі класичний ударний БпЛА — Міждержавного TDR. Крім цього, військовими США було створено цілу низку керованих авіабомб, зокрема найбільш досконалу технічну зброю, застосовану в роки війни [джерело не вказано 743 дня] — самонавідну планерувальну бомбу ASM-N-2 Bat, першу в світі зброю схеми «вистрілив-забув», що не вимагала втручання оператора. Після війни розробки безпілотних літальних апаратів в США тимчасово змістилися в бік створення керованих ракет і авіабомб, лише в 60-х повернувшись до задуму НЕ-ударних БпЛА.

### Період Холодної війни
В початковий період Холодної війни, в США, для підготовки особового складу зенітних підрозділів застосовувалися дистанційно керовані літальні апарати (RCAT). Підтвердженням цьому стала знахідка в квітні 2024 року на пляжі Марконі півострова Кейп-Код, штат Массачусетс (США). Під час вивчення знахідки, співробітники Національного парку Cape Cod National Seashore з'ясували, що знайдений артефакт пов'язаний з тренуваннями військових в колишньому військовому таборі США (Camp Wellfleet), які використовували безпілотні літальні апарати для тренування ведення вогню із зенітних установок ще в 1940-50-х роках. Літальні апарати RCAT запускалися над узбережжям Кейп-Код та Атлантики на швидкості від 0 до 60 миль (0-96 км) на годину, а керування ними здійснювалося дистанційно з високого берега. Зенітники, які були озброєні здебільшого 40-мм гарматами, тренувалися у стрільбі по них і якщо RCAT отримував пряме попадання в бензобак, це призводило до його вибуху. На той час програму підготовки вважали «цілком таємною», оскільки США були залучені до Холодної війни з колишнім СРСР.

### Сучасні віхи
На вебсайті «BBC» 15 січня 2015 оприлюднено інфографіку «Найвеличніші поворотні віхи в історії авіації». Безпілотникам тут належать такі дати:
- 1995 — «G.A. MQ Predator» («Хижак») — перший у світі військовий літак класу «мисливець-вбивця» (англ. Hunter-Killer) без людини на борту
- 2014 — «X-47B» — перший безпілотний (віддалено керований) літак, котрий здійснив старт із авіаносця і посадку на нього.

У січні 2017 року Vanilla Aircraft VA001 встановив досягнення з тривалості польоту для БпЛА вагою 50—500 кг. Літальний апарат із дизельним двигуном перебував у повітрі 56 годин (трохи більше двох діб) без дозаправлення.
У березні 2020 року турецький квадрокоптер KARGU-2 автономно атакував військового під час конфлікту між урядовими силами Лівії та Лівійською національною армією Халіфа Хафтара. Безпілотник-камікадзе KARGU-2 знищив одного з солдатів ЛНА в ту мить, коли він намагався відступити. Водночас дрон, який вбив військового, працював у «високоефективному» автономному режимі, без втручання оператора. Імовірно, це перший випадок, коли БпЛА напав на людину без відповідної вказівки від оператора.

## Парк військових БпЛА

### Парк безпілотних військових апаратів США
Станом на 1 січня 2014 року США використовували:
- Малі безпілотні системи: RQ-11 Raven — 7 362 штуки; AeroVironment Wasp III — 990 штук; AeroVironment RQ-20 Puma — 1 137 штук; RQ-14 Dragon Eye — понад 1000 штук; RQ-16 T-Hawk — 306 штук.
- Великі безпілотні системи: MQ-1 Predator + MQ-1C Eagle — всього 246 штук; MQ-9 Reaper — 126 штук; RQ-7 Shadow — 491 штука; RQ-4 Global Hawk — 33 штуки, RQ-5 Hunter — 75 штук.

#### Кадрове забезпечення (досвід США)
UAS насправді є системою, що складається із декількох систем. Літак-безпілотник формує тільки одну із частин тієї загальної системи, яка забезпечує функціональний ефект. Загалом, функціональна ефективність системи UAS обумовлюється винятково використанням даних котрі знімає корисний вантаж.
Задля роботи у повному циклі однієї безпілотної авіаційної системи (UAS) оперативно-стратегічного значення, такої як «MQ-9 Reaper», належить залучити штат чисельністю приблизно 150…160 осіб (так звана «орбіта»). Приблизно третина з цього числа, працюють на постах аналітиків зображень. Військовослужбовці, які безпосередньо здійснюють керування безпілотними апаратами, мають такі військові спеціальності і посади:
- Армія США (US Army). В Армії США для систем UAS групи 3 та вище, визначені як фахові спеціальності «оператор літака» і «оператор сенсорів»[20].
- Корпус морської піхоти США (US Marines). У корпусі морської піхоти США екіпаж системи «RQ-7B Shadow» налічує три позиції — командир безпілотного літака (unmanned aircraft commander — UAC), оператор повітряного засобу (air vehicle operator — AVO), і оператор цільового вантажу (mission payload operator — MPO). Водночас посади UAC обіймають офіцери, а посади AVO та MPO — військовослужбовці рядового складу (enlisted). Для малих тактичних безпілотних систем RQ-21A екіпаж складають дві особи — командир (UAC) та оператор (котрий одноосібно виконує завдання AVO + MPO)[21].
- Військово-повітряні сили США (US Air Force). ПС США визначають свої UAS, що належать до групи 4 або 5 (MQ-1 Predator, MQ-9 Reaper, та RQ-4 Global Hawk), як Дистанційно Пілотовані Літаки (Remotely Piloted Aircraft — RPA). Пілоти RPA є офіцерами, яких набирають із наявних пілотів військової авіації. Оператори сенсорів — це військовослужбовці рядового складу (enlisted), котрих набирають або із наявних посад у розвідці, або через новостворену систему операторів сенсорів (sensor operator)[22].

У ПС США також створено посаду «координатор розвідувальної місії» (Mission Intelligence Coordinator), з метою оперативної обробки (у дійсному часі) тієї розвідувальної інформації, яку отримують пілоти RPA MQ-1 та MQ-9, та оператори сенсорів. На цю посаду висувають офіцерів із наявних кадрів розвідки.

### Парк безпілотних військових апаратів України
Станом на початок російської збройної агресії проти України Збройні Сили України майже не мали власних сучасних бойових безпілотних літальних апаратів. Наявні на озброєнні Ту-141 «Стриж» були морально застарілі. Гостру потребу в безпілотних літаках-розвідниках спершу взялися задовольняти волонтери, пристосовуючи цивільні апарати до вимог військових. Були створені, зокрема, БпЛА «Фурія», «Кажан-1», PD-1.
26 серпні 2015 р. державний концерн «Укроборонпром» повідомив про початок серійного виробництва двох зразків вітчизняних БпЛА.
2015 року студентами Київського політехнічного інституту були створені безпілотні авіаційні комплекси Spectator (укр. спостерігач). Виробництво було налагоджене у ВАТ «Меридіан» імені С. П. Корольова, що входить до складу ДК «Укроборонпром».
2014 року військові експерти США пропонували надати Україні беззбройну модифікацію безпілотника MQ-9 Reaper. В березні 2015 року уряд США повідомив про надання допомоги у вигляді військової техніки загальною вартістю $75 млн. Зокрема, окрім броньованих та неброньованих легких вантажівок HMMWV, планувалось передати Україні тактичні розвідувальні БпЛА RQ-11 Raven.

#### Створення ударного БпЛА
У січні 2016 року секретар РНБО Олександр Турчинов сповістив про початок виробництва ударних безпілотних апаратів на потужностях ДП «Антонов». Основним призначенням нового тактичного багатофункціонального безпілотного авіакомплексу є розвідка. Проте він матиме змогу нести невелике бойове навантаження та вражати наземні цілі. Зокрема, встановлене на ньому озброєння має бути здатне знищити важку бронетехніку, наприклад, танк.
Базовим підприємством у роботі над створенням безпілотника виступає ДП «Антонов», в роботі брали участь також ДАХК «Артем», ДП «Ізюмський приладобудівний завод», ДП «Оризон-навігація», ДП «Запорізьке машинобудівне конструкторське бюро „Прогрес“ імені академіка О. Г. Івченка», ПАТ «Київський завод „Радар“» та інші. Крім того, залучалися підприємства, підвідомчі Державному космічному агентству — ЦКБ «Арсенал» та ПАТ «Хартрон».
Тактичний безпілотник планували 2017 року передати для державних випробувань. Згодом Укроборонпром змінив плани і на 2017 рік пообіцяв завершити розробку конструкторської документації. Проте плани не були здійснені.
2016 року Аеророзвідка розпочала програму з розроблення перших прототипів власних ударних безпілотників. 2019 року була повністю випробувана модель, яка використовувалась під час спецоперації в зоні АТО. Дрон отримав назву R18. До 24 лютого 2022 року було виготовлено близько 50 комплексів октокоптерів, які мають вісім моторів для більшої надійності і отримали назву R18. Дрон здатен скидати три гранати РКГ-3 чи їхніх модифікацій.
Наприкінці 2023 року українські захисники отримали штурмовий безпілотник AQ 400 Scythe «Коса». Це ударний БпЛА дальнього радіусу дії — запас ходу Scythe — близько 750—900 км, в залежності від варіанту двигуна. Крейсерська швидкість дрона — близько 140 км/год, а максимальна кінцева — 200 км/ч. Scythe несе 42-кг боєголовку, як у «шахедів». Дрони для України виробляє компанія Terminal Autonomy.

### Парк безпілотних військових апаратів Росії

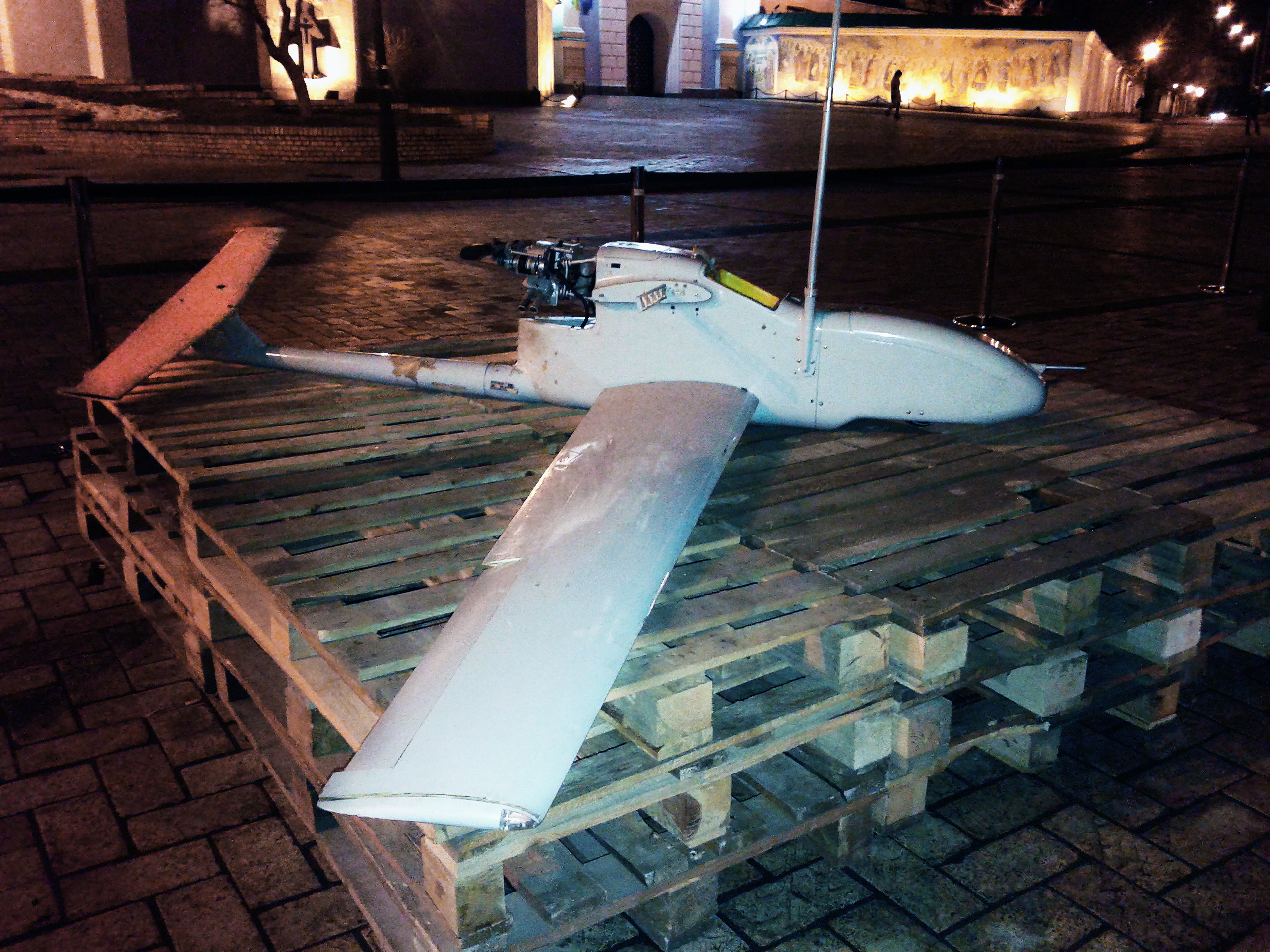
Підбитий у районі м. Щастя російський БпЛА «Гранат-Ч», який проводив повітряну розвідку місць дислокації підрозділів ЗСУ. Виставка «Докази агресії російських військ на території України» (Київ, 2015)

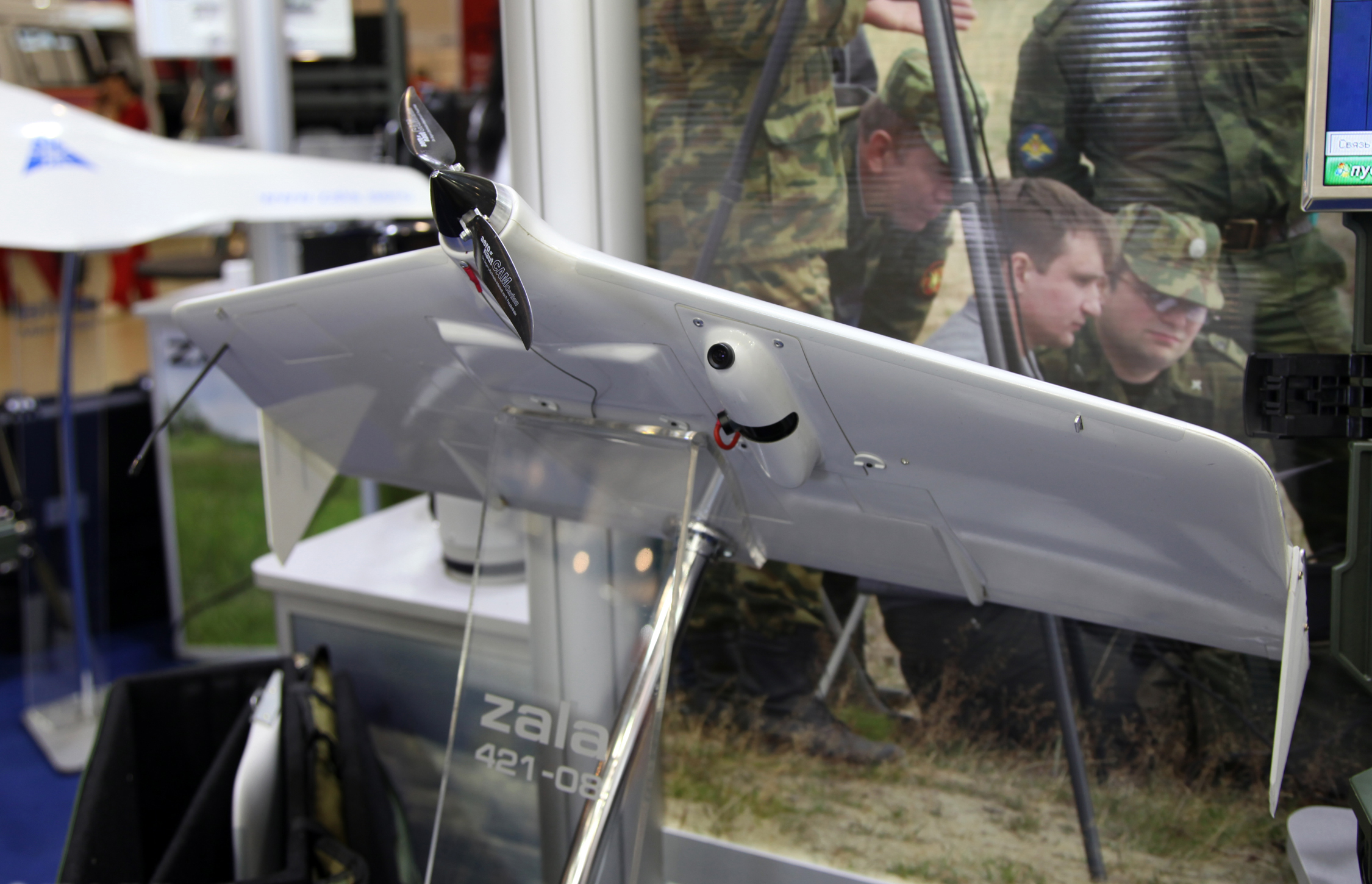
UAV ZALA 421-08, російський БпЛА класу «мікро», здатний виконувати політ тривалістю 90 хвилин і нести відео/фото камеру оптичного або IR (інфрачервоного) діапазону

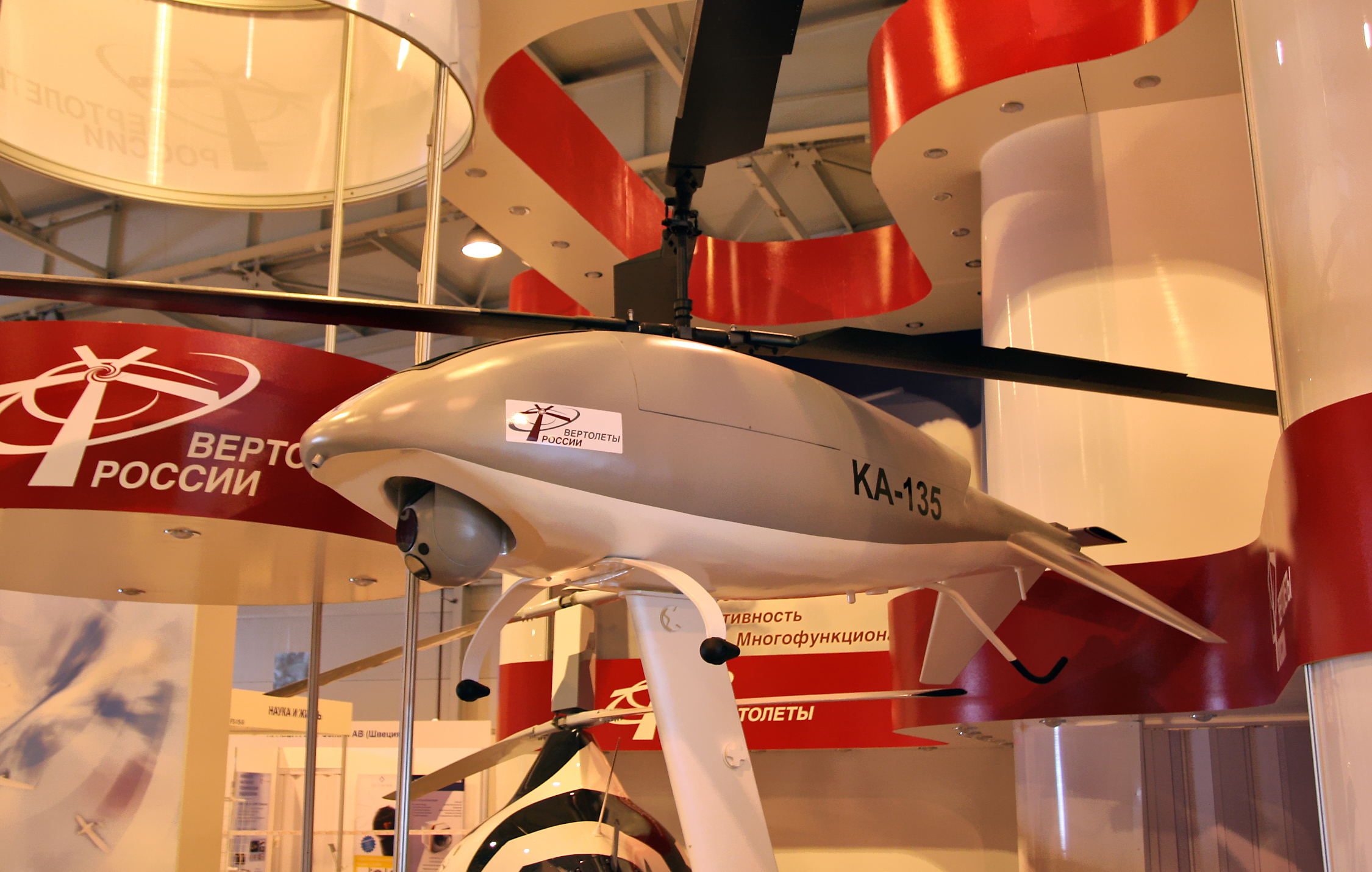
Ka-135

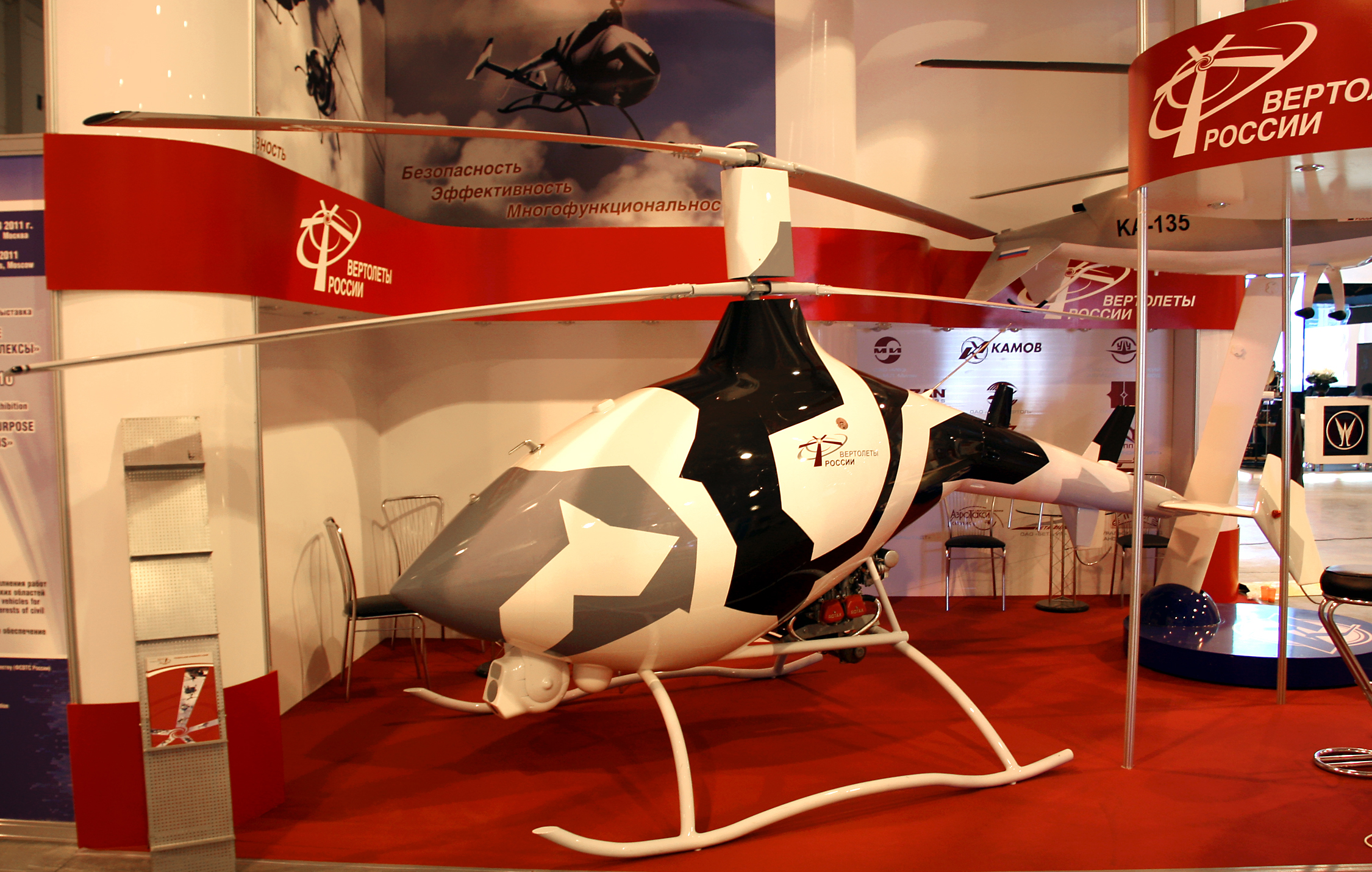
Коршун «Шуліка»(БпЛА)

#### Співпраця з Ізраїлем
У квітні 2009 року Російська Федерація придбала першу партію дронів у Ізраїлю (одне «Пташине око» Bird Eye-400, вісім «Ай-Вью» I-View Mk150 та два «Шукачі» Searcher Mk.2 UAVs). Оборудка коштувала $53 мільйони.
У межах другої оборудки, наприкінці 2009 року, Росія придбала додаткову партію із 36 дронів вироблених в Ізраїлі. Ця оборудка коштувала $100 мільйонів.
У жовтні 2010 року, Росія додатково придбала ще безпілотних комплексів (дронів) аж на $400 млн від фірми Israel Arospace Industries. За угодою, остаточне складання ізраїльських дронів було передбачено здійснювати на території Росії. Виробництво російсько-ізраїльських «безпілотників» було розпочато 2012 року. За планом, постачати цю продукцію у російське військо мусили із 2014 року.

#### Неповний перелік російських безпілотників
Іноземні медійні джерела перелічують багато різновидів російських БпЛА, що їх виготовляли починаючи із 1958 року. Наводимо як приклад деякі апарати вироблені після 1990 року:
- Yak Voron «Ворон» високошвидкісний БпЛА дальнього радіусу дії для завдавання вогневих ударів[42]
- Як Клест БпЛА-розвідник, що стає на заміну військового російського розвідувального БпЛА «Бджола» (Пчела-1с).
- Як Прорыв-Р Важковаговик MTOW (БпЛА)
- Яковлев Пчела «Бджола», розвідка
- Камов Ka-137, розвідувальний гелікоптер, 1998
- ZALA 421-08, розвідувальний міні-БпЛА, 2007
- Дозор 600, розвідувально-штурмовий літак, 2010-ті роки[43][44][45]
- Дозор-100, безпілотна літакова система для збирання даних, спостереження, та розвідки, 2009[46]
- Дозор-50, збирання даних, спостереження, 2007[47]
- Дозор-85, аерокартографія, прикордонна авіаційна служба, спостереження[48]
- Дозор-3, важкий БпЛА для військової розвідки, із можливістю завдавання вогневих ударів, 2009[49]
- Камов MBVK-137, багатоцільовий дистанційно пілотований гелікоптерний комплекс[50]

#### Російські безпілотники в окупованому Криму
У січні 2015 року українські засоби масової інформації повідомили, що в захопленому Росією Криму, окупантами розміщено окремий полк безпілотних (віддалено керованих) розвідувальних літальних апаратів. Відповідно, у січні-лютому 2015 року регулярно з'являлися повідомлення від прикордонної служби України про розвідувальні польоти російських БпЛА над теренами Херсонщини.

#### Російсько-українська війна
240 разів безпілотники росіян незаконно перетинали кордон України 2015 року. 35 разів це сталося 2014-го, кажуть у Генеральному штабі. — Газета по-українськи, 6 січня 2016, с.3
Протягом лютого 2015 року українські військові збили на Донбасі 7 безпілотних літальних апаратів супротивника. За їх допомогою російські терористи проводили повітряну розвідку позицій сил антитерористичної операції. Усі машини — російського виробництва марки «Орлан-10».
На початку січня 2017 року волонтери спільноти ІнформНапалм і хактивісти Українського Кіберальянсу (UCA) повідомили про успішну розвідувальну операцію проти російських терористів. Українським хактивістам вдалось вкорінити специфічне програмне забезпечення на робочий комп'ютер «начальника розвідки другого армійського корпусу народної міліції» (2 КНМ) російських окупаційних військ у Луганській області. Після вкорінення хактивісти отримали контроль над даними, що пересилалися між «начальником розвідки» 2 КНМ, 12-им командуванням резерву ЗС РФ (м. Новочеркаськ, Росія) і розвідувальними підрозділами, що діють в інтересах «корпусу» (російська безпілотна авіація, підрозділи радіоелектронної розвідки і космічна розвідка).
Із оприлюднених даних випливало, що серед засобів повітряної розвідки російських окупаційних військ в Луганській області на кінець 2014 року перебували БпЛА «Орлан-10» (4 одиниці), «Елерон-3» (4 одиниці), РБ-341В «Леєр-3» (2 одиниці), «Тахіон» (2 одиниці).
Також на території Луганської області російське командування використовувало два комплекси РБ-341В «Леєр-3» (комплекс був помічений також у Донецьку; аеродинамічно перекинутий передавач перешкод абонентським терміналам стільникового зв'язку стандарту GSM. Це комплекс придушення GSM-зв'язку з допомогою перешкод, які передаються з безпілотного літального апарата «Орлан-10»).
Також до нештатних сил і засобів повітряної розвідки були зараховані такі БпЛА з прив'язкою до підрозділів ЗС РФ:
- 83-тя ОДШБр (в/ч 71289) — три БпЛА типу «Орлан-10» із бортовими номерами 10253,10263, 10273
- 100-та ОРБр (в/ч 23511) — три БпЛА типу «Орлан-10» із бортовими номерами 10258, 10268, 10278
- 138-ма ОМСБр (в/ч 02511) — два БпЛА типу «Тахіон» із бортовими номерами 141168, 141169

З отриманих документів також випливало, що керування БпЛА було покладено на кадрових російських військових, які продовжували отримати зарплату військовослужбовця за час перебування на території України.
Також у зоні АТО були помічені та збиті безпілотники російського виробництва «Форпост» вартістю в декілька мільйонів доларів виробництва Уральського заводу цивільної авіації.
В грудні 2023 року на сайті штабу Командування Сил ТрО ЗСУ був представлений великий список бпла російського виробництва.

## Юридичний аспект

### Фізичне знищення особливо небезпечних терористів
Сполучені Штати використовують ударні дрони (типу Reaper) для позасудового фізичного знищення особливо небезпечних лідерів терористичних угруповань на території Афганістану, Пакистану, Йорданії. Така практика розповсюджується і на громадян США, які поїхали воювати на боці міжнародної терористичної організації Аль-Каїда. Як на загал, вбивство ворога здійснюють за даними розвідки у малолюдній місцевості, завдаючи удар по автомобілю ракетою «повітря-земля». У вересні 2015 року Велика Британія використала за такою схемою ударний дрон у Сирії для знищення власних громадян, що поїхали воювати на боці терористичного угруповання ІДІЛ.

### Англосаксонське право 2015 року стосовно цивільних безпілотників

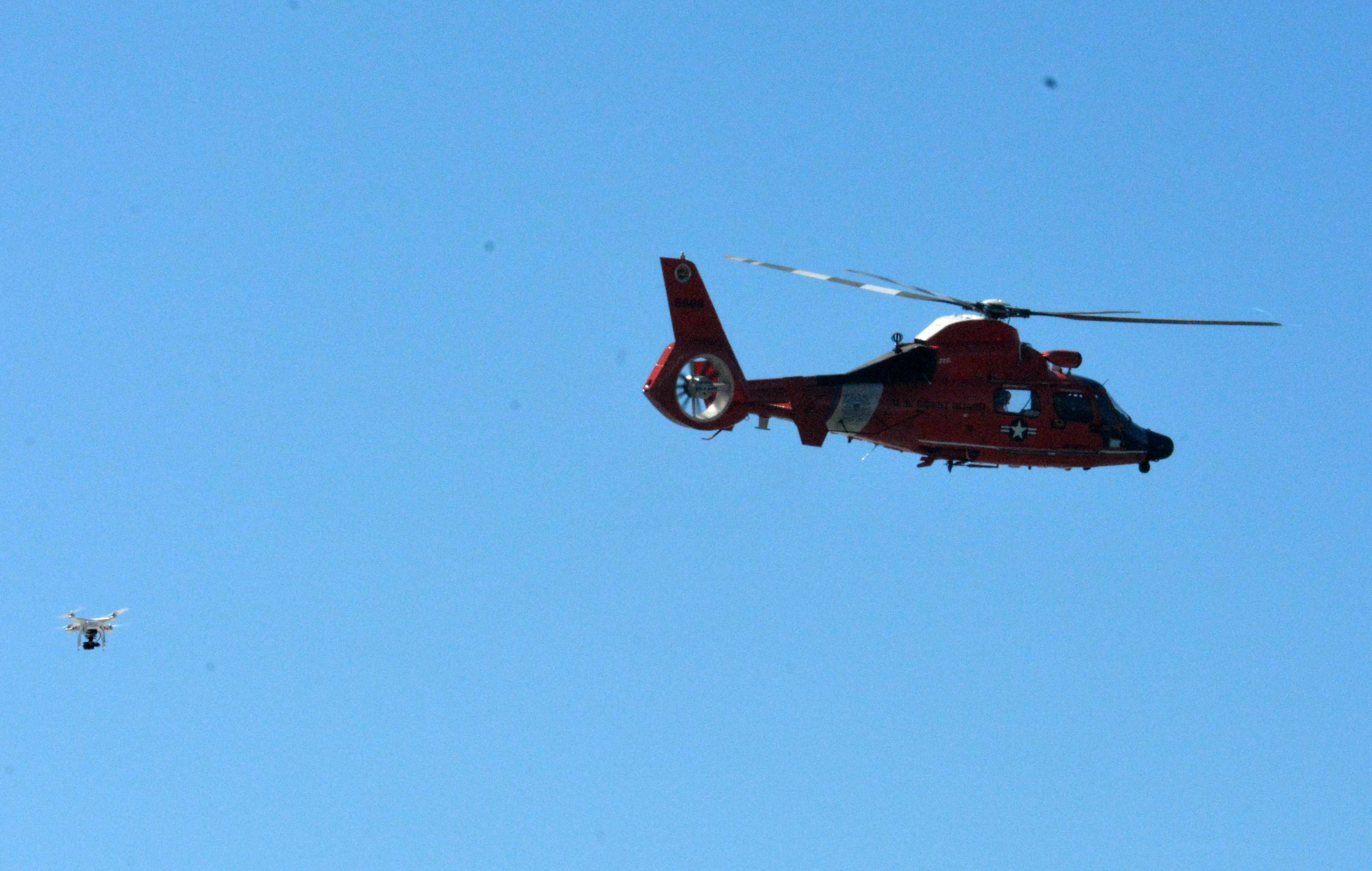
Небезпечне зближення аматорського дрона-безпілотника із гвинтокрилом HH-65 Дельфін. 27 серпня 2014 р. Фото D.Ramey Logan

2015 року у США діє тимчасова повна заборона на комерційне використання дронів приватними компаніями, які працюють у рекламі, аерофотозніманні, охороні, тощо. Цю заборону оскаржують і де-факто у багатьох випадках ігнорують. Також набула чинності повна заборона для хобі аматорів застосовувати дрони (зокрема, коптери) в межах національних парків Сполучених Штатів. У Великій Британії некомерційне (тобто як хобі) пілотування дронів (коптерів) дозволяється лише за наявності відповідної ліцензії. Зазвичай аматори-пілоти коптерів входять до клубів та об'єднань авіамоделістів — сплачують членські внески і мають страховку громадянської відповідальності.

### Закони України від 2015 року стосовно цивільних безпілотників

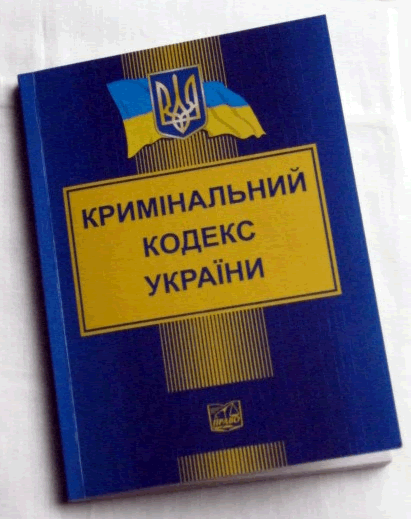
Кримінальний Кодекс України: станом на 12 січня 2015 року. Х.: Право, 2015. — 252 с. ISBN 978-966-458-741-6

Порушення правил використання повітряного простору може створювати істотну загрозу безпеці повітряних польотів. Кримінальний кодекс України (ст. 282) передбачає покарання за «вчинення дій у повітряному просторі», які створили таку загрозу або спричинили потерпілим тілесні ушкодження, завдали «великої матеріальної шкоди», або спричинили загибель людей. Дуже небезпечні польоти безпілотників (коптерів) поблизу аеродромів. Зіткнення пасажирського (особливо легкомоторного) літака із необережно запущеним любительським дроном може призвести до серйозної аварії.
Англосаксонське право забороняє аматорам вести за допомогою дронів-коптерів знімання людських натовпів. Безпілотник — наприклад квадрокоптер вагою 2 кг, із фото-відеокамерою, що важить приблизно 1 кг — у разі падіння з висоти 200 метрів може вбити людину. Гвинти коптера працюють на великій швидкості обертів і за необережного поводження, навіть на землі можуть спричиняти тілесні ушкодження. «Мені така штука вибила передні зуби» — пише один авіамоделіст. 2013 року у парку Нью-Йорка 19-річний підліток отримав тяжкі поранення голови та шиї від безпілотного гелікоптера і загинув на місці. У червні 2015 року співак Енріке Іглесіас під час концерту невдало наблизився до репортерського дрона-коптера й отримав різані рани правої руки, доспівав концерт у скривавленій майці, а після концерту потрапив на хірургічну операцію.

### Наказ Міністерства оборони України від 08.12.2016 №661
Основні положення, що стосуються БпЛА, БпАК, їх класифікація, БКР в Україні визначено в наказі № 661 МОН від 8.12.2016 року.

### Правові зміни після повномасштабного вторгнення
31 березня 2023 року Кабінет Міністрів прийняв постанову, якою спростив процедуру ввезення комплектуючих для безпілотників в Україну на час воєнного стану. На час воєнного стану СБУ скасувала для імпортерів отримання додаткового висновку для ввезення в Україну комплектуючих, які необхідні для виробництва дронів.
20 червня 2023 року Президент України Володимир Зеленський підписав два законопроєкти № 9275 та № 9276, якими спрощено ввезення в Україну комплектуючих для безпілотників. Цими законами імпортери звільняються від оплати ПДВ на матеріали, вузли, агрегати, та устаткування та комплектуючі для БПЛА на час воєнного стану в Україні.
19 серпня 2023 року, Президент України Володимир Зеленський підписав законопроєкти № 9467 та № 9468, які звільняють від ПДВ та митних платежів низку товарів оборонного призначення, які ввозяться в Україну — зокрема тепловізори і антидронові рушниці.

## Покращення можливостей і модифікація БпЛА (дронів)
Нерідко БпЛА (дрони) заводського чи кустарного виробництва покращують та модифікують. Метою є покращення можливостей дронів, наприклад збільшення часу польоту, дальності керування і передавання відеозображення оператору, поява у БпЛА нових можливостей це наприклад перевезення, скидування предметів, потужний ліхтар тощо. Збільшення часу польотів досягається збільшенням запасів енергії БпЛА, у разі електричного БпЛА — це збільшення акумулятора дрона шляхом встановлення більш ємного (або додаткового) акумулятора, наприклад за допомогою акумуляторної збірки з елементів 18650 чи 21700 та балансувальної плати для них. У випадку БпЛА силовою установкою якого є двигун внутрішнього згорання зростання дальності польоту досягається збільшенням бака або встановлення додаткового бака для пального. Проте слід зважати на те, що будь яке підвищення ваги БпЛА від'ємно впливає на його льотні показники, тож будь яке підвищення ваги БпЛА є дуже обмеженим. Збільшення ваги БпЛА без шкоди для його застосування та довговічності зазвичай, в межах 20-50 % від його початкової маси. Подальше збільшення дуже погано впливає на всі аспекти використання БпЛА, погіршує його технічний стан.
Підсилення сигналу керування БпЛА досягається завдяки встановленню більш потужних антен для радіосигналу та (або) встановленню апаратних підсилювачів радіосигналу «бустерів». Бустери можуть встановлюватися як на БпЛА так і на пульт керування БпЛА. Більш потужні антени радіосигналу є дешевим і надійним способом підсилення радіо сигналу БпЛА, дозволяють посилити потужність і дальність дії радіосигналу вдвічі-втричі. Наприклад антена типу «конюшина» є однією з найкращих антен для БпЛА та дозволяє в рази покращити радіосигнал. Здебільшого, бустери є апаратним і більш затратним способом посилення радіосигналу, але вони дозволяють багато-кратно (зазвичай в 5-10 разів) посилити потужність і дальність дії радіосигналу. Бустери являють собою прилади мікросхеми які вимагають деякого електроживлення.
Інколи заявляється потреба зробити так щоби звичайний БпЛА міг переносити та скидати предмети. Можливості дрона для перенесення предметів (без шкоди для БпЛА) зазвичай складають 20-50 % від його початкової маси. Як зазначено вище, більший за вагою предмет багатократно погіршить літальні властивості дрона, а також може пошкодити чи навіть безповоротно зламати дрон. Якщо просте перенесення вантажів легко досягається власне приєднанням вантажу до БпЛА наприклад стяжками, в межах можливостей БпЛА, то скидання вантажів вимагає значної модифікації. Зазвичай завдання скидання предметів вирішується встановленням сервомашинок з керуванням. Керування додатковими сервомашинками може бути втілено шляхом: керування через центральний пульт, окремого радіоканалу, керування через фото елемент на шляхових вогнях БпЛА.
Керування через центральний пульт є найбільш оптимальним видом керування, але на жаль такий спосіб керування підтримують далеко не всі БпЛА, а особливо це стосується цивільних дронів. Керування через окремий радіоканал сервомашинки є вдалим і високомобільним способом управління. Такий метод управління може бути встановленим на будь-який БпЛА. Але суттєвим недоліком такого керування, є те що часто заводські цивільні системи керування по окремому радіоканалу мають невелику дальність що не перевищує 100—200 метрів, і це є надзвичайно мало. Третім способом керування системою скидання БпЛА, є керування через фотоелемент на шляхових вогнях БпЛА. Цей метод є універсальним, ефективним і може бути встановленим на більшість дронів, оскільки майже всі заводські дрони мають польотні вогні що вмикаються (і вимикаються) з центрального пульту керування. Цей спосіб використовується в більшості легких БпЛА.[джерело?]

## Боротьба проти безпілотників у 2015—2016 роках
Для боротьби з БпЛА широко застосовуються вогневі засоби ураження. Наприклад, у США розроблено, та 2015 року випробувано спеціальну гармату «chain gun». Водночас, проти мікро- та міні-БпЛА дієвою може бути зброя нелетальної дії.
Портал Yahoo повідомляв, що фірма Bettelle (США) розробила переносний пристрій спрямованої дії для радіоелектронної боротьби із невеликими дронами-шпигунами (такими, на зразок, як поширений коптер DJI Phantom). Пристрій важить приблизно 4 кг, має приклад та приціл. За даними фірми, ця «електронна рушниця» готова до дії через 0,1 с після вмикання і може вивести з ладу дрон-шпигун на відстані до 300 м. 2016 року, електронна рушниця Bettelle Drone Defender вже постачалася до державних установ США.
На Донбасі проросійські найманці, як повідомлялося, успішно нейтралізують безпілотники місії ОБСЄ за допомогою радіотехнічних засобів радіоелектронної боротьби (РЕБ-ів) російського виробництва.
Також вже були випадки застосування «приватних» засобів у боротьбі із невеликими дронами, котрі порушували права громадян на приватність. Так, наприклад у США невеликий любительський дрон «коптер», що літав у повітрі над приватною садибою, роздратував власника, і той збив його із мисливської рушниці (дробовика).
6 серпня 2015 року на Youtube розміщено відео, де рибалка, обурений коптером, успішно «збиває» його влучно закинутою блешнею спінінга.

## Цікаві факти
У вересні 2024 року, у Китаї, на честь 72-ї річниці Яньбянь-Корейського автономного округу відбулося грандіозне шоу, яке стало новим світовим рекордом, коли в небо одночасно піднялися 7598 безпілотників. Про це повідомили на офіційному сайті Книги рекордів Гіннеса. Шоу стало найбільшою у світі повітряною інсталяцією, виконаною за допомогою мультироторних дронів.

## Виноски
1. ↑  Якщо такий безпілотний літальний апарат знаходиться на озброєнні, то експлуатант повинен дотримуватись вимог спільної місії за AP-3.3.7 (STANAG 4670), а сама безпілотна система повинна відповідати нормам льотної придатності з урахуванням політичної доцільності та правових наслідків її застосування
2. ↑  High-altitude long endurance — висотні з великою тривалістю польоту
3. ↑  Medium-altitude long endurance — середньовисотні з великою тривалістю польоту
4. ↑  БПЛА з максимальною кінетичною енергією менше ніж 66 джоулів, ймовірно, не завдадуть значної шкоди життю або майну і їх не потрібно класифікувати